# Oxyprorella gregoirea
Oxyprorella gregoirea är en insektsart som beskrevs av Willemse, C. 1961. Oxyprorella gregoirea ingår i släktet Oxyprorella och familjen vårtbitare. Inga underarter finns listade i Catalogue of Life.